# Jón Kaldal
Jón Jónsson Kaldal (24. august 1896 i Stóradal, Island – 30. oktober 1981 i Reykjavík, Island) var en islandsk fotograf og atlet som var medlem af AIK 95 i København. Han deltog for Danmark, da Island var en del af Danmark, i OL 1920 på 5000 meter og terrænløbet. Han vandt to danske mesterskaber på 5000 meter.
Kaldal var en af de mest berømte islandske fotografer. Han flyttede som ung til København og studerede fotografi og vendte tilbage til Island, hvor han grundlagde et fotostudie på Laugavegur, som han havde i 49 år. Han tog 100.000 fotografier i sin karriere. 

## Danske mesterskaber
- Guld 1922 5000 meter 15:47.4
- Guld 1920 5000 meter 15:38.2